# NGC 1672
NGC 1672 is een balkspiraalstelsel die zich bevindt in het sterrenbeeld Goudvis. NGC 1672 ligt op ongeveer 60 miljoen lichtjaar afstand van de Aarde
NGC 1672 werd op 5 november 1826 ontdekt door de Schotse astronoom James Dunlop.